# Pačerani
Pačerani su naseljeno mjesto u općini Konjic, Federacija Bosne i Hercegovine, BiH.

## Stanovništvo

### 1991.
Nacionalni sastav stanovništva 1991. godine, bio je sljedeći:
ukupno: 19
- Muslimani – 12
- Hrvati – 6
- ostali, neopredijeljeni i nepoznato – 1

### 2013.
Na popisu 2013. godine bilo je bez stanovnika.

## Vanjske poveznice
- Satelitska snimka[neaktivna poveznica][neaktivna poveznica]